# کیف‌هوک
کیف‌هوک (به هلندی: Kijfhoek) یک منطقهٔ مسکونی در هلند است که در زووین‌درخت (هلند) واقع شده‌است.